# Park Uniwersytecki w Jastrzębiu-Zdroju
Park Uniwersytecki – publiczny park miejski w Jastrzębiu-Zdroju położony pomiędzy ulicami 1 maja a Karola Miarki. Na terenie parku znajduje się m.in. pochodzący z roku 1911 dawny budynek Sanatorium Spółki Brackiej. W parku rosną dęby szypułkowe i czerwone, klony, brzozy, modrzewie, lipy oraz uznane za pomniki przyrody dwa wiązy szypułkowe: 180-letni (obwód 425 cm) i 120-letni (obwód 330 cm).